# Roland Nyama
Roland L’Amour Nyama (* 11. Juli 1993 in Frankfurt am Main) ist ein deutsch-kamerunischer Basketballspieler. Er steht bei den Gießen 46ers unter Vertrag.

## Laufbahn
Nyama spielte in seiner Heimatstadt Frankfurt am Main in der Jugend der FTG Frankfurt, später spielte er bei Eintracht Frankfurt und in der zweiten Herrenmannschaft der Skyliners Frankfurt in der 2. Bundesliga ProB.
2011 ging Nyama in die Vereinigten Staaten, verbrachte zwei Jahre an der Holderness School im Bundesstaat New Hampshire, wo er als Mannschaftskapitän fungierte und in der Saison 2012/13 Mittelwerte von 20,3 Punkten, 6,3 Rebounds sowie sechs Korbvorlagen je Begegnung bilanzierte, ehe 2013 ein Studium an der Stony Brook University im Bundesstaat New York aufnahm. In der Saison 2013/14 verbuchte er noch keine Einsätze für die Basketball-Mannschaft der Hochschule und gab seinen Einstand dann im Spieljahr 2014/15. Bis zum Ende der Saison 2016/17 hatte Nyama insgesamt 98 Spiele für Stony Brook absolviert und dabei im Schnitt je Begegnung 6,9 Punkte sowie 3,2 Rebounds erzielt. Nach seiner Abschlusssaison 2016/17 wurde er für seine Verteidigungsarbeit ausgezeichnet und unter die besten fünf Defensivspieler der „America East Conference“ gewählt.
Im Juli 2017 unterzeichnete Nyama bei den PS Karlsruhe Lions seinen ersten Vertrag als Berufsbasketballspieler. Die „Löwen“ hatten in der Vorsaison den Aufstieg in die 2. Bundesliga ProA vollbracht. In seinem ersten Jahr als Berufsbasketballspieler stieß Nyama mit den Karlsruhern ins Halbfinale der 2. Bundesliga ProA vor, er kam in 31 Saisonbegegnungen zum Einsatz und verbuchte im Schnitt 6,5 Zähler sowie 2,3 Rebounds je Partie. Seinen Punktwert steigerte der insbesondere für seine Stärken in der Verteidigungsarbeit bekannte Nyama in seinem zweiten Karlsruher Jahr auf 8,5 je Begegnung. Im April 2019 wurde er von Karlsruhes Zweitligakonkurrent Tübingen unter Vertrag genommen.
2021 wechselte er innerhalb der Liga zum Nürnberg Falcons BC und im Sommer 2022 zum Bundesliga-Absteiger Gießen 46ers.

### Nationalmannschaft
Im Jahr 2009 wurde Nyama ins Aufgebot der deutschen U16-Nationalmannschaft berufen. Im Erwachsenenalter wurde er Nationalspieler Kameruns. Im Juli 2024 nahm er mit Kameruns Nationalmannschaft in Riga an einem der Ausscheidungsturniere für die Olympischen Sommerspiele teil, verpasste mit der Auswahl aber den Sprung zu Olympia.